# Eugen Franz
Eugen Franz (Eugen Frantz; Eugeniusz Franz; ur. 29 kwietnia 1881 w Załężu, zm. 26 kwietnia 1937 w Katowicach) – niemiecki rewizor, działacz polityczny i społeczny, poseł na Sejm Rzeczypospolitej Polskiej I, II i III kadencji.

## Życiorys
Urodził się 29 kwietnia 1881 roku w Załężu (późniejsza dzielnica Katowic). Ukończył on Miejskie Gimnazjum w Katowicach (późniejsze III Liceum Ogólnokształcące im. A. Mickiewicza w Katowicach), a także zdobył fachowe wykształcenie techniczne w zakresie górnictwa węglowego. Początkowo zatrudniony był w spółce Georg von Giesces Erben w Szopienicach, w latach 1906–1911 był rewizorem w Izbie Rozrachunkowej Towarzystwa Górniczego we Wrocławiu, a potem został rewizorem w Katowicach. 
W czasie I wojny światowej, w latach 1915–1918 był podoficerem armii niemieckiej. Został on członkiem władz Związku Zawodowego Urzędników, w 1920 roku delegatem związkowym w Berlinie, a od 1929 wiceprezesem zarządu związku. W 1921 roku był członkiem delegacji i komisji gospodarczej przy rokowaniach nad umowami w sprawie Górnego Śląska podczas konwencji genewskiej jako rzeczoznawca zagadnień socjalnych rządu Niemiec. Został także członkiem władz lokalnych. Był radnym gminy Załęże, a później radnym miasta Katowice. 
Był działaczem Katolickiego Stronnictwa Ludowego i jej przedstawicielem, z ramienia którego trzykrotnie został wybrany na posła na Sejm Rzeczypospolitej Polskiej. Do Sejmu I kadencji (1922–1927) kandydował z okręgu 39 Katowice. Był on wówczas parlamentarzystą Zjednoczenia Posłów Niemieckich i zasiadał w komisjach ochrony pracy, opieki społ. i inwal. oraz robót publicznych. W kwietniu 1923 roku został wybrany do komisji dla zbadania produkcji i cen węgla. Do Sejmu II kadencji (1928–1930) kandydował z okręgu nr 40 Cieszyn. W czasie II kadencji był on parlamentarzystą Niemieckiego Klubu Poselskiego, będąc jego wiceprezesem. Zasiadał w komisjach ochrony pracy (był zastępcą przewodniczącego) oraz opieki społ. i inwal. Do Sejmu III kadencji (1930–1935) kandydował ponownie z okręgu nr 40 Cieszyn. Był on wówczas członkiem Niemieckiego Klubu Poselskiego, którego był prezesem.
Był członkiem (od 1936 roku skarbnikiem) Związku Niemieckich Katolików w Polsce (VDK; niem. Verband Deutscher Katholiken in Polen; wg Antoniego Steuera członkiem związku był w latach 1922–1933), a od 1929 roku jego przewodniczącym w okręgu Wschodni Śląsk. W tym samym roku został także wiceprezesem Rady Wykonawczej Niemieckiego Związku Ludowego dla Polskiego Śląska (DVB; niem. Deutsche Volksbund für Polnisch-Schlesien). 
Po dojściu w 1933 roku Adolfa Hitlera do władzy zbliżył się do organizacji nazistowskich. W 1935 roku współorganizował, a do 1937 roku był wiceprezesem Niemieckiego Bloku Ludowego na Śląsku (niem. Deutsche Volksblock für Schlesien). Był on czołowym działaczem tej organizacji, a w latach 1936–1937 był jej przewodniczącym rady administracyjnej.
Zmarł 26 kwietnia 1937 roku w Katowicach.

## Życie osobiste i działalność społeczna
Był synem urzędnika górniczego Stanisława i Marii z domu Willisch. Był żonaty z Marią z domu Guske. 
Był prezesem założonego 23 sierpnia 1906 klubu sportowego 06 Zalenze (późniejszy 06 Kleofas AZS AWF Katowice), a także dyrygentem chóru kościelnego przy załęskiej parafii św. Józefa. Pisał artykuły o tematyce politycznej do Der oberschlesische Kurier.
Mieszkał przy późniejszej ulicy Gliwickiej w Katowicach. Antoni Steuer podaje natomiast, iż mieszkał on przy ulicy Marcina.